# Блажан
Блажан (фр. Blajan) насеље је и општина у јужној Француској у региону Миди Пирене, у департману Горња Гарона која припада префектури Сен Годан.
По подацима из 2011. године у општини је живело 491 становника, а густина насељености је износила 38,72 становника/km². Општина се простире на површини од 12,68 km². Налази се на средњој надморској висини од 360 метара (максималној 430 m, а минималној 277 m).

## Демографија
| 1962. | 1968. | 1975. | 1982. | 1990. | 1999. | 2011. |
| ----- | ----- | ----- | ----- | ----- | ----- | ----- |
| 529   | 569   | 595   | 578   | 521   | 437   | 491   |

График промене броја становника у току последњих година